# Ghost Lake (Film)
Ghost Lake ist ein US-amerikanischer Horrorfilm von Jay Woelfel aus dem Jahr 2004.

## Handlung
Rebecca Haster hat beide Eltern verloren, als Gas in der Wohnung ausgeströmt ist. Da sie zu diesem Zeitpunkt gerade feiern war, gibt sie sich die Schuld an dem Unfall. Außerdem wird sie von Visionen ihrer Eltern geplagt. Sie beschließt ihrem Leben ein Ende zu setzen und fährt daher nach Rushford Lake, dem See, wo ihre Eltern ein Ferienhaus besaßen. Als sie das Auto gerade gegen einen Baum setzen will, überfährt sie beinahe Stan James. Der junge Mann versucht ihr im Anschluss näher zu kommen, doch zunächst blockt Rebecca dies ab. Stattdessen zieht sie in das Ferienhaus ein.
Es häufen sich merkwürdige Vorfälle. Stan wird zu ihrem einzigen Freund in der Umgebung, doch der Sheriff warnt sie vor ihm. Zugleich taucht ein merkwürdiges kleines Mädchen namens Flora auf,  die sich in das Haus einschleicht.
Im Laufe der Zeit kommt Rebecca hinter das Geheimnis des Sees. Als an einem Freitag, dem 13. ein Damm brach, kam es zum ersten Opfer. Insgesamt kamen im Laufe der nächsten Jahre 13 Menschen an dem See zu Tode. Nun müssen sie alle 13 Jahre 13 weitere Leben innerhalb von 13 Tagen nach einem Freitag, dem 13. in den Tod reißen. Rebecca findet heraus, das Flora eine Zwillingsschwester hat, die im See ertrunken war. Auch Stan scheint einer der Toten zu sein, ebenso wie der Sheriff. Rebecca soll das 13. Opfer werden. Der Sheriff und Stan haben zusammen gearbeitet, um sie ins Verderben zu ziehen. Mit der Hilfe von Flora gelingt es Rebecca, den Fluch zu brechen, indem sie ihren Tod vortäuscht und nach Mitternacht noch lebt. Die Geister sind nun befreit.
Zurück im Appartement ihrer Eltern trifft sie diese ein letztes Mal. Die beiden geben sie frei.

## Hintergrund
Jay Woelfel produzierte den Film independent über die Produktionsfirma Young Wolf Productions von Johnnie J. Young. Er führte Regie, schrieb das Drehbuch und komponierte auch die Musik. Der Film wurde tatsächlich an Originalschauplätzen in Rushford (New York) gedreht, wo tatsächlich ein Unglück an einem Damm passierte.
Die Spezialeffekte stammen von Marcus Koch.

## Kritiken
Der Film wurde eher schlecht bewertet. Auf Rotten Tomatoes erreichte er im Zuschauer-Voting gerade einmal 17 %. Im Lexikon des internationalen Films lautete das Fazit:„Hanebüchner Horrorfilm in unentschlossener Inszenierung. Sein Hang zu formalen Spielereien, etwa dem Wechsel zwischen verschiedenen Bildformaten, bleibt eher beliebig.“ Cinema.de urteilte: „Der ambitionierte Independent-Schocker leidet unter mediokren CGI-Effekten und untalentierten Darstellern.“